# Los Serranos
Los Serranos (em castelhano e oficialmente; em valenciano: Serrans) é uma comarca da Comunidade Valenciana, na Espanha. Está localizada na província de Valência, e sua capital é o município de Chelva. Limita com as comarcas de Camp del Túria, Requena-Utiel, Hoya de Buñol, mas também com as províncias de Cuenca e Teruel.

## Municípios
| Município            | População | Área   | Densidade |
| -------------------- | --------- | ------ | --------- |
| Alcublas             | 829       | 43,50  | 19,05     |
| Alpuente             | 828       | 138,30 | 5,98      |
| Andilla              | 325       | 142,80 | 2,27      |
| Aras de los Olmos    | 393       | 76,00  | 5,17      |
| Benagéber            | 159       | 69,80  | 2,27      |
| Bugarra              | 826       | 40,30  | 20,49     |
| Calles               | 449       | 64,50  | 6,96      |
| Chelva               | 1.839     | 190,60 | 9,64      |
| Chulilla             | 786       | 61,80  | 12,71     |
| Domeño               | 688       | 68,80  | 10,00     |
| Gestalgar            | 761       | 69,70  | 10,91     |
| Higueruelas          | 531       | 18,80  | 28,24     |
| La Yesa              | 264       | 84,70  | 3,11      |
| Losa del Obispo      | 523       | 12,20  | 42,86     |
| Pedralba             | 2.637     | 58,90  | 44,77     |
| Sot de Chera         | 428       | 38,80  | 11,03     |
| Titaguas             | 541       | 63,20  | 8,56      |
| Tuéjar               | 1.300     | 121,90 | 10,66     |
| Villar del Arzobispo | 3.828     | 40,70  | 94,05     |